# Raión de Zharkovski
El raión de Zharkovski (ruso: Жарко́вский райо́н) es un distrito administrativo (raión) ruso perteneciente a la óblast de Tver. Su forma de autogobierno local es desde 2022 la de ókrug municipal (Жарко́вский муниципальный округ), albergando su territorio un único ayuntamiento con sede en la capital distrital homónima. Se ubica en el suroeste de la óblast.
En 2021, el raión tenía una población de 4258 habitantes, de los cuales 2952 vivían en el asentamiento de tipo urbano de Zharkovski. Los otros algo más de mil habitantes se repartían en 104 localidades rurales, de las cuales las más pobladas son Krivaya, Novoselki, Shchuchye, Gorovatka y Korolevshchina, todas ellas de entre cien y trescientos habitantes cada una.
El raión es limítrofe al sur con la vecina óblast de Smolensk.